# Міхель Свертс
Міхель Свертс (нід. Michael Sweerts, 29 вересня, 1618, Брюссель, Австрійські Нідерланди — 1664, Гоа, Португальська Індія) — фламандський (південнонідерландський) художник першої половини XVII століття.

## Життєпис
Збережено надзвичайно мало свідоцтв про ранні роки митця. До останнього часу навіть рік його народження рахували за 1624-й. За новими розшуками він народився у вересні і хрещений за католицьким обрядом — 29 вересня 1618 року. Невідомо, хто був першим вчителем, логічно вважати, що художнє ремесло він почав опановувати в Брюсселі. Ймовірно, походив з ремісничого стану, бо дворянський титул отримав тільки в Римі від покровителя Камілло Памфілі, племінника папи римського Іннокентія X .

## Італійський період

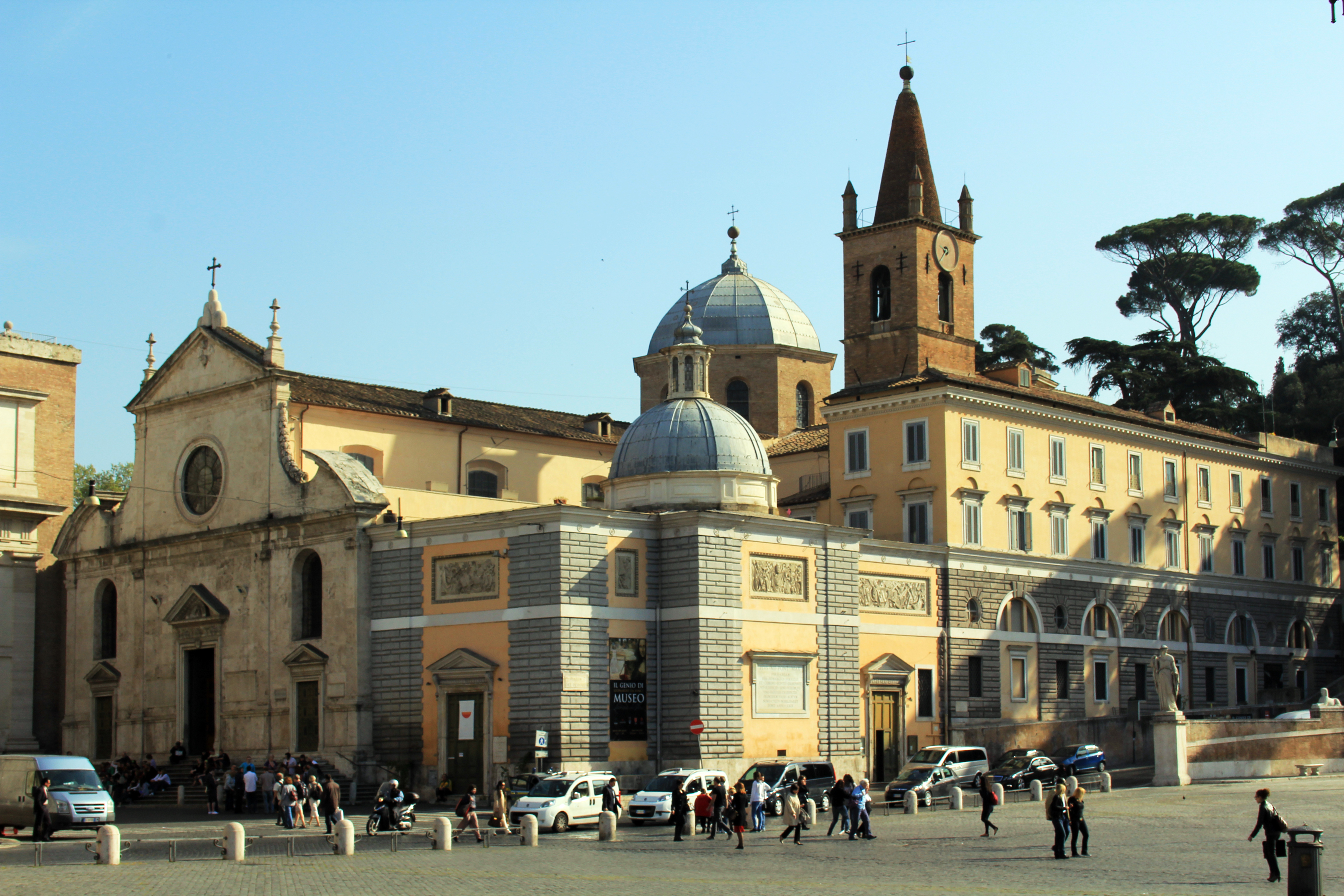
Санта Марія дель Пополо, Рим

У 1646—1651 роках зафіксоване проживання і праця митця в Римі, в приході католицької церкви Санта Марія дель Пополо. Поблизу, на вулиці Маргутта, мешкали прибульці з підіспанських Південних Нідерландів, переважно фламандські художники-католики. Відомо також, що Міхель Свертс приходив на засідання римської академії Св. Луки, хоча не рахувався серед її постійних членів.
Мав в Римі декілька могутніх впливів — і від римських караваджистів, і від прибульців з Голландії. Серед них був і Пітер ван Лар, впливи художніх творів якого відчутні і в творах фламандця Міхеля Свертса, й італійців Мікеланджело Черквоцці та Вівіано Кодацці.
Меланхолійний Свертс користувався популярністю в Римі і як художник, і як агент фламандських та голландських багатіїв, що робили освітню подорож у Рим. Серед його покровителів і замовників — брати негоцианти Дейтц з міста Амстердам, для яких художник виступав експертом по придбанню картин та коштовного шовку. Серед творів, виконаних в Римі — портрети Йозефа Дейтца та Антона де Бордес з слугою (останній на тлі римських руїн). Серед улюблених сюжетів художника «Вчинки Милосердя» та «Майстерні художників». Серію з семи картин на тему "Вчинки Милосердя " Міхель виконав і для братів Дейтц (Державний музей (Амстердам)).

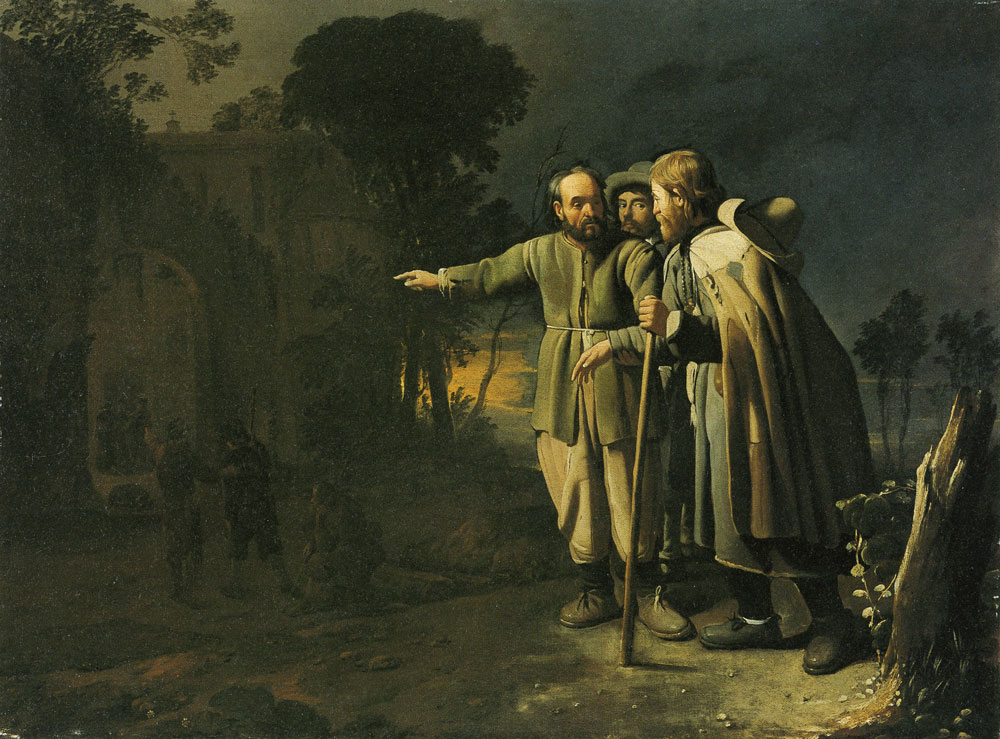
«Надання притулку паломнику до святих місць», до 1649 р.
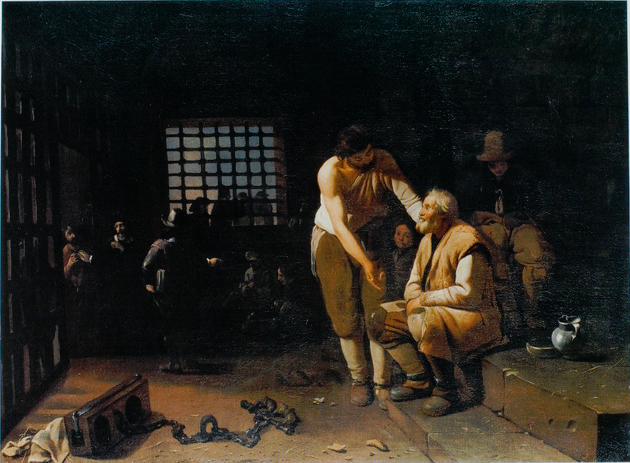
«Відвідини ув'язненого», до 1649 р.
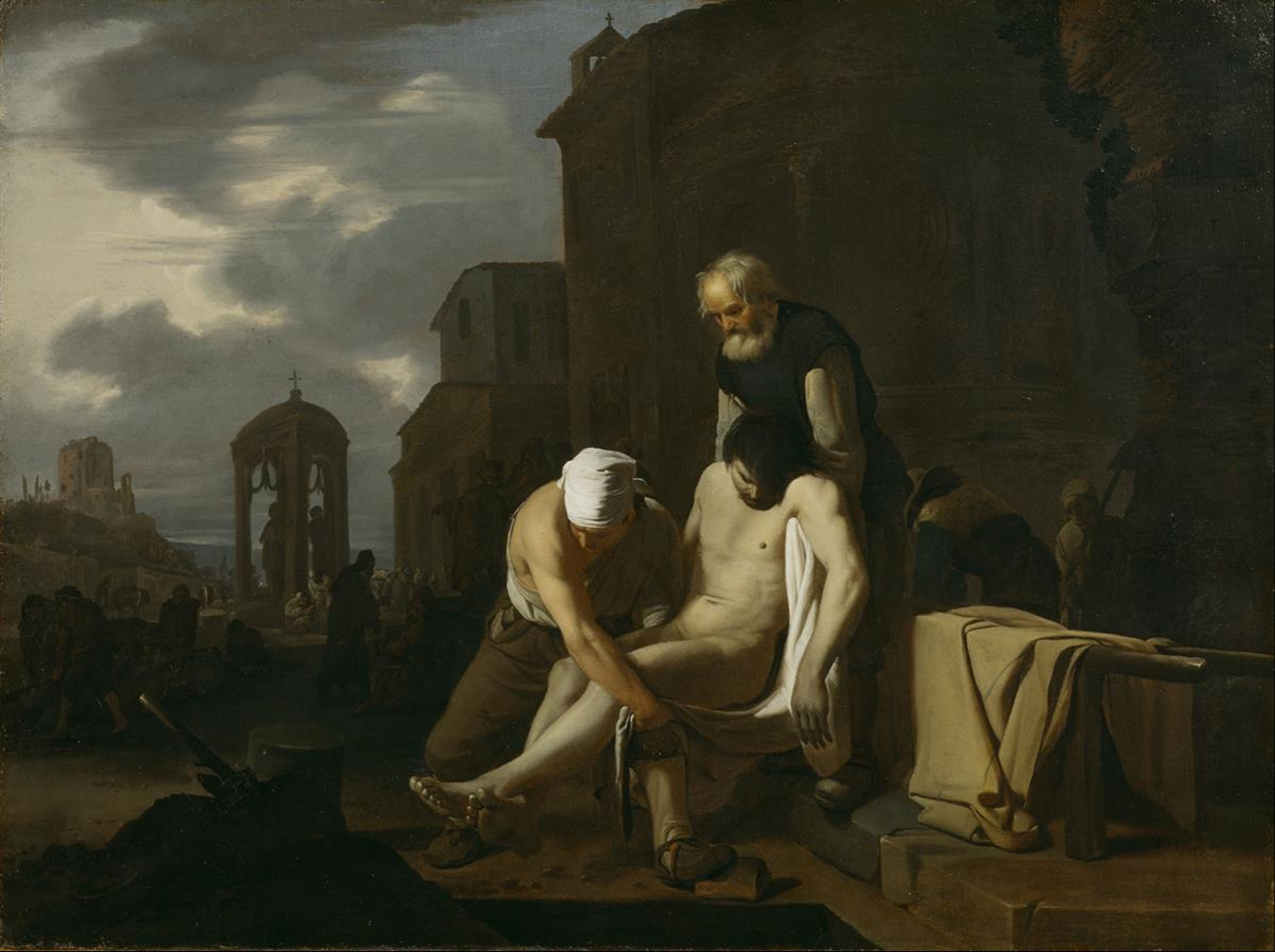
«Поховання померлого», до 1649 р., всі із серії «Сім справ милосердя»

На художника звернув увагу римський аристократ Калілло Памфілі, (племінник папи римського Іннокентія X), сам художник-аматор. Для нього Свертс робив як картини, так і театральні декорації. Камілло Памфілі сприяв отриманню художником титулу Кавальєре де Крісті і подарував коня. Цей титул також мали в Римі архітектори Лоренцо Берніні та Франческо Борроміні.

## Автопортрети

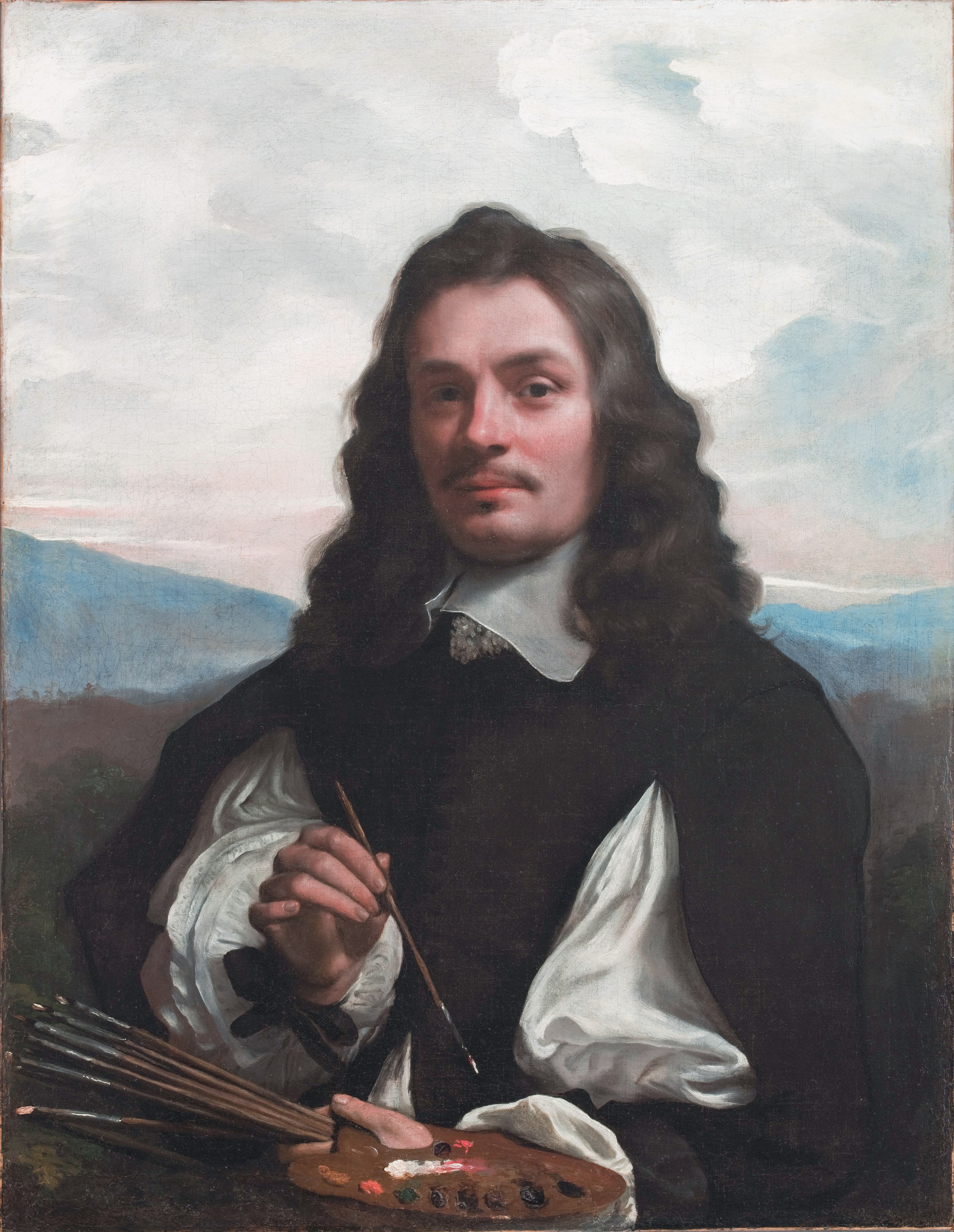
«Автопортрет», Обердін, Огайо, США.

Підвищення соціального статусу спонукало митця до створення автопортретів. Серед перших — автопортрет в капелюху з страусовим пером (Уффіці, Флоренція) як свідоцтво нового стану і досягнутого матеріального статку. Нешляхетний за походженням Міхель Свертс демонстрував власну шляхетність і в автопортреті з палітрою і пензлями (Обердін, США), бо знав про серію «Іконографія Ван Дейка» з портретами уславлених митців, яку оприлюднили у місті Антверпен у 1636–1641 роках. В тогочасному жорстко розмежованому суспільстві це сприяло підвищенню статусу художника взагалі.
Як незвичний за композицією автопортрет розпізнають і портрет нудьгуючого молодика зі збірок фламандського живопису музею Ермітаж. Розсіяні по провінційним містам Західної Європи картини Міхеля Свертса прибули і в Прагу. Одну з перших партій картин для декорації власних палаців і наказала придбати російська імператриця Єлизавета Петрівна. Саме в цей момент закінчилося будівництво палацу для її фаворита Івана Шувалова. Імператриця і подарувала освіченому вельможі і фавориту картини, що прибули з Праги. Придбана випадково збірка мала нерівномірну вартість за мистецкими ознаками. Але мала і значущі зразки, серед яких були -
- Алессандро Маньяско (чотири архітектурні композиції)
- Паоло Веронезе (велична грізайль «Христос воскрешає померлого Лазаря»)
- Якоб Йорданс («Янгол перед царем Давидом»)
- Пауль де Вос («Собаки з головою бика»)
- Джузеппе Ногарі («Весна»)
- Рубенс («Вакханалія»)
- Міхель Свертс «Автопортрет». Це був перший твір фламандського майстра, придбаний для збірок вельможі Російської імперії за 10 років до початку купівлі картин західноєвропейських митців Катериною II.

## Повернення у Брюссель
Незважаючи на успіх у Римі, художник повернувся у Брюссель. Повернення пов'язують з посадою керівника художньої школи, яку запропонували митцю. З 1656 року він став членом гільдії Св. Луки міста. Побожного художника не влаштовувала посада і він покинув її, подарувавши черговий автопортрет у 1658 році на згадку брюссельській гільдії, а сам емігрував в Амстердам.

## Місіонерство і смерть на чужині
Релігійно налаштований художник і раніше відрізнявся побожністю і ревним виконанням постів і обрядів. Посиленню релігійних настроїв сприяли невдоволення власною долею та знайомство з французькими місіонерами — лазаритами. Серед стимулів еміграції до човнобудівного Амстердаму — нагляд за побудовою вітрильника, бо художник зажадав стати католицьким місіонером. Човен 1661 року відбув у Марсель, а звідти разом з єпископом Франсуа Фалу та сьома священиками відбув до Сирії. Виснажений постами художник не зайшов спільної мови з католицькою місією, представники якої вважали старого і дратівливого митця — збожеволівшим. Важкий шлях через Тебріз до Ісфахану не покращив відносини і митця визнали непринадним для місіонерства через психічну нестабільність. Він таки дістався католицького поселення португальських єзуїтів у Гоа, Індія, де мешкав два роки. В Гоа він і помер 1664 року.
Митця забули більш ніж на двісті років.

## Вибрані твори

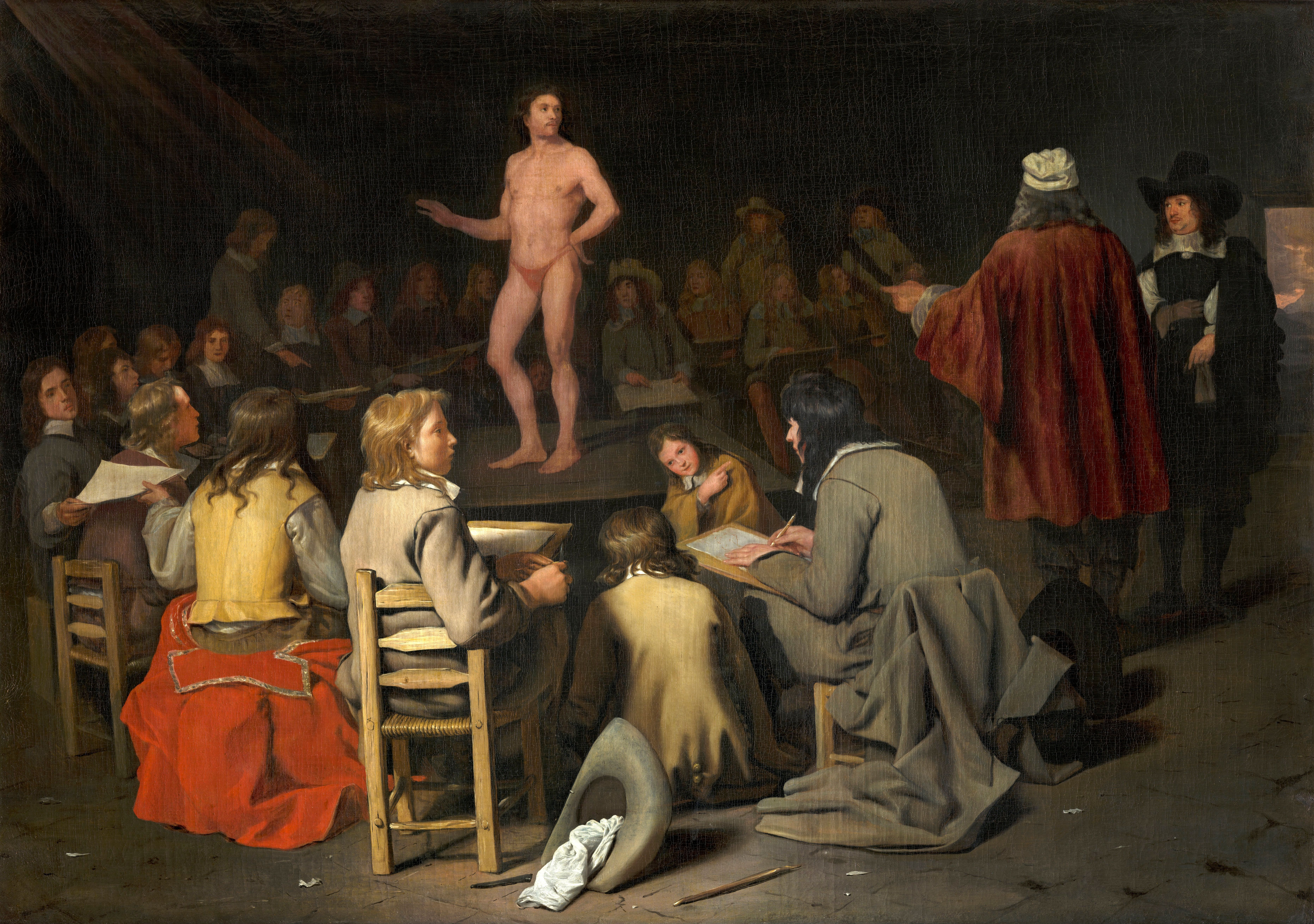
« Малювальна школа», Музей Франса Галса, Гарлем (Нідерланди)

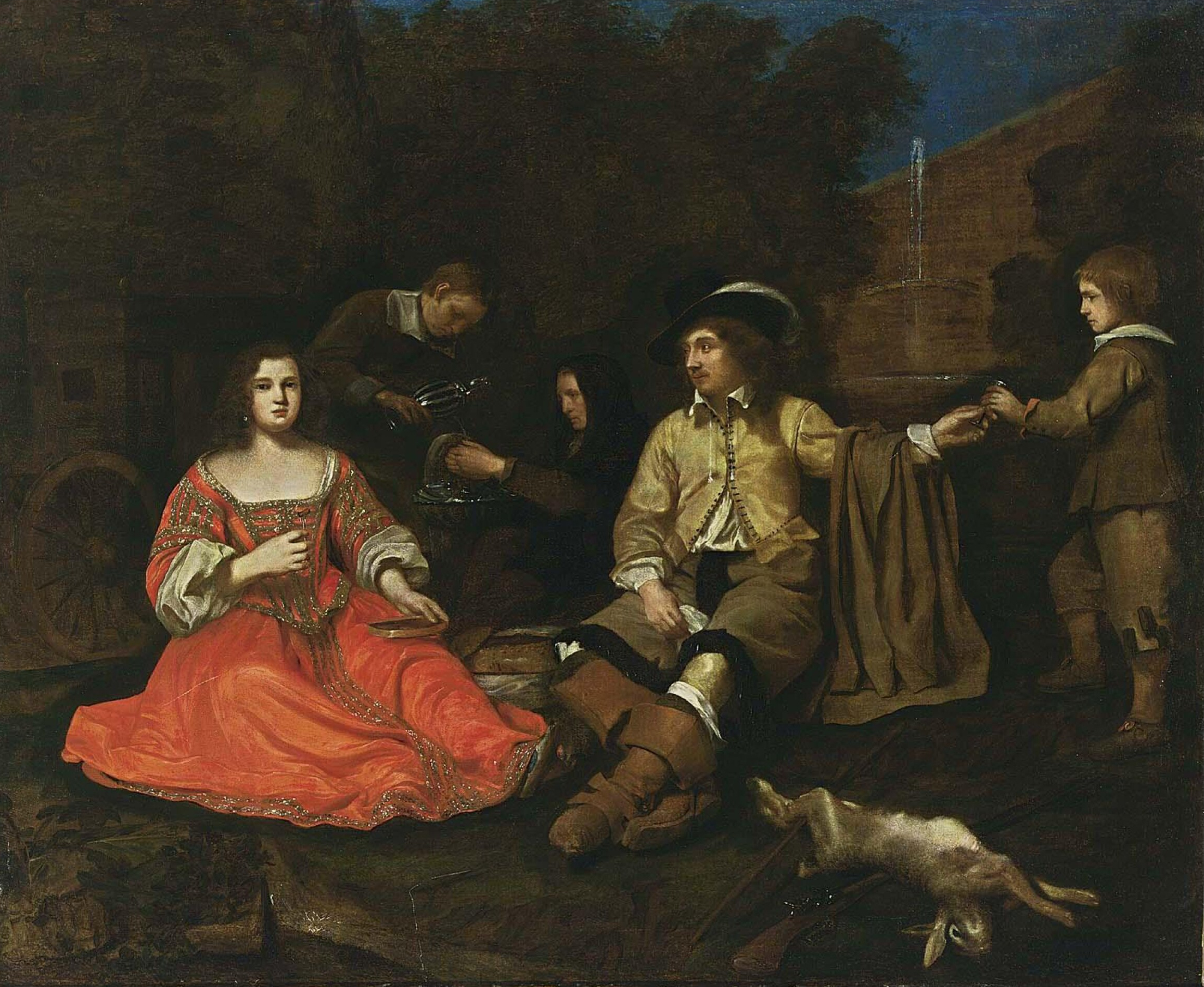
« Відпочинок після полювання на зайця», приватн. збірка

- « Нудьгуючі вояки за грою», 1645, Лувр, Париж
- «Жебрак», Рим, Капітолійські музеї
- «Пряха», Рим, Капітолійські музеї
- « Антон де Бордес з слугою», 1648, приватн. збірка
- «Портрет», 1648, Державний музей (Амстердам)
- " Автопортрет ", Ермітаж, Санкт-Петербург
- алегорія " Війна нищить мистецтва " (або «Марс»)
- «Борці», Кунстхалле, Карлсруе, Німеччина
- «Малювальна школа», Музей Франса Галса, Гарлем (Нідерланди)
- «Художники за малюванням», Музей Бойманс ван Бенінген, Роттердам
- «Дівчина за туалетами», Рим, Академія Св. Луки
- «Старі випивохи», Рим, Академія Св. Луки
- серія «Сім справ милосердя», Державний музей (Амстердам)
- «Чума у Афінах» (або "Чума в античному місті "), Лос-Анжелес
- «Купання в річці», Страсбург, Страсбурзький музей образотворчих мистецтв
- «У сводні», Лувр, Париж
- «Алегорія слуху», Державна галерея, Штутгарт
- «Юнак з черепом», Мілвокі, США
- "Юнак з келихом вина ", приватн. збірка
- «Студія художників», Інститут мистецтв, Детройт, США
- «Художник за малюванням скульптури „Нептун“ Лоренцо Берніні»
- «Поховання померлого», серія « Сім справ милосердя», Гартфорд, Коннектикут, США
- «Портрет літньої жінки», Музей Гетті, Лос-Анжелес
- «Дівчина з перловою сережкою», Мауріцхейс, Гаага.
- «Стара з прялкою», Музей Фіцвільяма, Кембридж
- «Жебрак з глеком», Музей мистецтва Метрополітен, Нью-Йорк
- «Портрет невідомого з монетою в руці», Ермітаж, Санкт-Петербург
- «Вуличний ринок у Римі», Державний музей (Амстердам)
- «Гра в карти», 1652, Державний музей (Амстердам)
- «Автопортрет» (в капелюху з пером), галерея Уффіці, Флоренція
- «Відпочинок після полювання на зайця», приватна збірка
- «Автопортрет з палітрою і пензлями», Обердін, США

## Графіка Міхеля Свертса

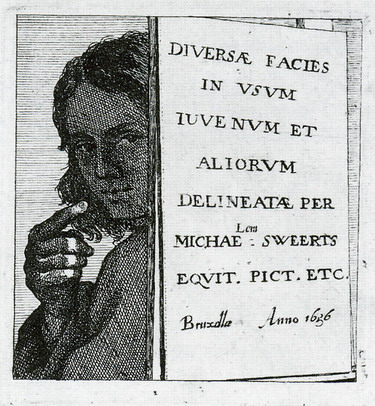
Міхель Свертс, фронтиспис до видання 1656
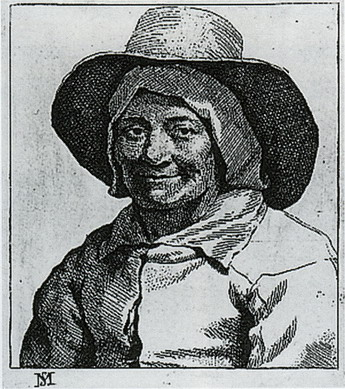
«Літня пані в капелюшку», 1656
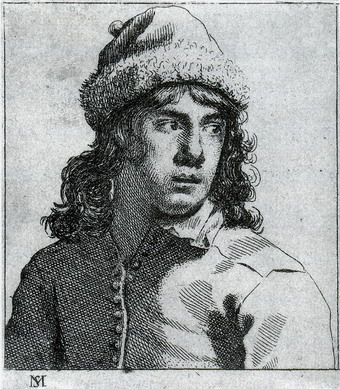
Міхель Свертс. «Юнак в шапці з хутром», 1656
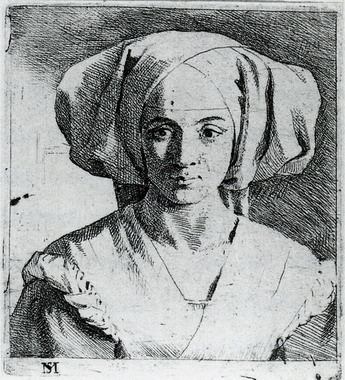
«Портрет невідомої дівчини», 1656